# Корьо (Нара)
Корьо (яп. 広陵町, こうりょうちょう, корьо тьо ) — містечко в Японії, у північно-західній частині префектури Нара.